# Гордон, Роберт (актёр)
Роберт Гордон (англ. Robert Gordon; 3 марта 1895 — 26 октября 1971) — американский актёр немого кино. Роберт Гордон Дункан родился 3 марта 1895 года в Belleville, штат Канзас, и умер 26 октября 1971 года в возрасте 76 лет в Victorville, штат Калифорния. Ему приписывают участие в 35 фильмах с 1917 по 1949 год.

## Частичная фильмография
- Варминт (1917)
- Том Сойер (1917)
- Нанятый человек (1918)
- Гек и Том (1918)
- Кайзер, зверь Берлина (1918)
- Отсутствует (1918)
- Пара шелковых чулок (1918)
- Капитан Кидд-младший (1919)
- Принцесса янки (1919)
- Main Street (1923)